# Encyclopædia Britannica
Encyclopædia Britannica er et opslagsværk eller encyklopædi på engelsk. Til trods for navnet bliver det nu udgivet i USA.

## Britannica Online Encyclopedia
'Britannica Online Encyclopedia' er en online encyklopædi fra Encyclopaedia Britannica med hundredtusindvis af artikler, biografier, videoer, billeder og websider.
'Britannica Online Encyclopedia' er en almen encyklopædi, hvor viden skal formidles på en måde, hvor alle online-brugere, uanset forkundskaber, skal kunne læse og forstå artiklerne.

### Redaktion
Redaktionen i 'Britannica Online Encyclopedia' består pr. 14/12 2012 af følgende personer:
Wendy Doniger: Er Mircea Eliade professor i religionshistorie ved University of Chicago siden oktober 1986.
Benjamin M. Friedman: Er William Joseph Maier professor i politisk økonomi, Harvard University siden 1989.
Leslie H. Gelb: Er præsident Emeritus ved Council on Foreign Relations. Har ekspertise i amerikansk udenrigspolitik, national sikkerhed, Rusland og Mellemøsten.
David Gelernter: Er professor i computervidenskab ved Yale University.
Murray Gell-Mann: Er professor emeritus ved California Institute of Technology.
Vartan Gregorian: Er præsident for Carnegie Corporation of New York. Han afsluttede sin B.A. i historie i 1958 med sit B.A. speciale i emnet "Toynbee og islam".
Lord Sutherland of Houndwood: Født Stewart Sutherland i 1941 i Aberdeen, blev Lord Sutherland uddannet på Woodside School, Aberdeen, og Robert Gordons College. I 1963 tog han eksamen fra University of Aberdeen i MA Filosofi, og to år senere tog han MA religionsfilosofi fra Corpus Christi College, Cambridge.
Lord Weidenfeld of Chelsea: Udgiver og klummeskribent.

#### Redaktionens arbejdsmetode
Redaktionen i 'Britannica Online Encyclopedia' godkender artiklerne, der bliver skrevet af brugere af 'Britannica Online Encyclopedia'.
På grund af artikelforfatternes anonymitet er det vanskeligt at afgøre, hvilke artikler, der er præget af amatørforskere.
Modsatrettede eller flertydige opfattelser af teorier og synspunkter om et givent begreb inden for det samme forskningsområde bliver ikke behandlet.
Desuden rummer de godkendte artikler ikke specifikke kildehenvisninger til litteratur, hvorved artiklerne kommer til at fremstå som populærvidenskabelige artikler.

## Kritik afEncyclopædia Britannica
Encyclopædia Britannica har modtaget kritik, især fordi deres udgaver er forældet. Det er dyrt at producere en helt ny udgave af Britannica, og dens redaktionelle forsinkelse medfører, at der går ca. 10-25 år mellem udgivelserne. For eksempel da den amerikanske fysiker Harvey Einbinder i 1964 detaljeret skrev om manglerne i sin bog, Myten om Britannica, blev Britannica provokeret til at producere den 15. udgave, som krævede 10 års arbejde.
Det er stadigvæk vanskeligt at holde Britannica opdateret; en nyere kritiker skriver: det er ikke svært at finde artikler, der er out-of-date eller har behov for revision. Oplysninger er undertiden i modstrid med tilsvarende artikler, hovedsagelig på grund af manglende opdateringer.

I marts 2006 skrev Britannica følgende citat: 
| „ | we in no way mean to imply that Britannica is error-free; we have never made such a claim. | “ |
|   | — Britannica                                                                               |   |